# 小笠原数夫
小笠原 数夫（おがさわら かずお、1884年（明治17年）2月1日 - 1938年（昭和13年）9月4日）は、日本の陸軍軍人。最終階級は陸軍中将。旧姓・島田。

## 経歴
福岡県出身。旧小倉藩士・農業、島田耕蔵の三男として生まれ、小笠原長舒の養子となる。高等小学校、熊本陸軍地方幼年学校、陸軍中央幼年学校を経て、1904年（明治37年）10月、陸軍士官学校（16期）を卒業。同年11月、歩兵少尉に任官し歩兵第14連隊付となる。1905年（明治38年）4月から同年11月まで日露戦争に出征。1916年（大正5年）11月、陸軍大学校（28期）を卒業し歩兵第14連隊中隊長に就任した。
参謀本部付勤務（通信課）、参謀本部員、陸大教官、飛行第6大隊付、国際連盟帝国空軍代表随員（1924年6月 - 1925年3月）などを務め、1924年（大正13年）8月、歩兵中佐に昇進。1925年（大正14年）5月、兵科を航空兵に転科し航空兵中佐となり下志津陸軍飛行学校教官に就任。1928年（昭和3年）3月、航空兵大佐に進み飛行第5連隊長に就任。その後、陸軍航空本部第1課長、ジュネーヴ軍縮会議出張（1931年12月 - 1932年8月）、航空本部員、同本部補給部長などを歴任し、1932年（昭和7年）12月、陸軍少将に昇進。航空本部総務部長、関東軍飛行隊長、関東軍飛行集団長を務め、1936年（昭和11年）8月、陸軍中将に進んだ。その後、航空本部付、同本部総務部長、陸軍技術本部付を務めたが、1938年9月に死去した。墓所は多磨霊園。

## 栄典
- 1904年（明治37年）12月8日 - 正八位[5]

## 著作
- 『航空戦術講授録』陸軍大学校将校集会所、1922年。

## 伝記
- 陸軍航空本部編『小笠原中将思ひ出の記』陸軍航空本部、1939年。